# Друскин, Лев Савельевич
Лев Савельевич Друскин (1921—1990) — русский поэт и переводчик. С 1980 года — в эмиграции в Германии.

## Биография
Родился в семье аптекарей. Отец был родом из Вильны, мать — из местечка Мир Гродненской губернии. Вследствие перенесенного в детстве полиомиелита всю жизнь был прикован к постели, вынужден был пользоваться инвалидной коляской. Большую часть детства и отрочества, с шести до пятнадцати лет, будущий поэт провёл в Институте восстановления трудоспособности физически дефективных детей имени профессора Турнера. В детстве посещал «Литературный кружок» (при Ленинградском Дворце Пионеров) под руководством Самуила Яковлевича Маршака, который в дальнейшем много ему помогал. Занятия в ВУЗе ему пришлось прервать после первого курса.
С начала Великой Отечественной и до февраля 1942 года поэт оставался в Ленинграде, затем был эвакуирован в Ташкент. Перевёл на русский язык много поэзии народов СССР.
Был знаком с А. Ахматовой.
В 1980 году, после многолетней слежки, в квартире Друскина был произведён обыск. Писатель, доктор физико-математических наук, профессор Михаил Петров вспоминает:
Под предлогом поиска наркотиков 16 апреля 1980 года в квартире Левы был устроен обыск. Была изъята рукопись Левиных воспоминаний и несколько заграничных изданий. КГБ передал рукопись в правление Союза писателей.
У Друскина изъяли дневники, содержание которых стало причиной исключения из СП СССР (10 июля 1980). После этого он вынужден был эмигрировать (12 декабря 1980). В мае 1989 года Ленинградское отделение СП признало его исключение «аморальным». В газете «Вечерний Ленинград» появилось обличающее поэта открытое письмо «Два лица Льва Друскина» за подписями членов бюро поэтической секции, часть этих подписей была сфальсифицирована.

В своем творчестве Друскин прежде всего следует традициям С. Маршака. Стихотворения Друскина понятны, непритязательны в языковом отношении, зачастую повествовательны. В них отражаются текущие события жизни в том виде, в каком они доходят до поэта, в его комнату и сопровождаются в тексте размышлениями; здесь и пережитое в эмиграции, и воспоминания о родине, и чисто философская лирика.
— Вольфганг Казак

Это очень ленинградский поэт. И когда его после блокады вывезли из Ленинграда в тыл, ещё военный, и принимали в госпитале, то он сказал как раненый воин, которого принесли с поля битвы: «Привет из Ленинграда!»
— Виктор Шкловский
Жил в Германии, в Тюбингене, с 1981 года. Написал воспоминания о своей жизни «Спасённая книга». Умер после тяжелой болезни и двух операций в 1990 году. Похоронен на кладбище Bergfriedhof в Тюбингене.

## Книги
- Хорошая песня, 1957
- Ледоход. — Л.: Лениздат, 1961
- Стихи. — М.: Молодая гвардия, 1964
- Стихи. — Худож. Ю. Селиверстов; Предисл. Виктор Шкловский «Поэт из Ленинграда — Лев Друскин». — М.: Советская Россия, 1967. — 86 с.: портр. — 20 000 экз.
- Стихотворения, Л., Лениздат, 1970
- Прикосновение, Л., Советский писатель, 1974
- Стихотворения. Л., Лениздат, 1976
- Mein Garten ist zerstört, Tübingen, 1983 (сборник стихов в переводе на немецкий язык)
- Спасённая книга. Воспоминания, London, 1984 (воспоминания в прозе и стихах о собственной жизни, содержит также прекрасно написанные портреты писателей (в том числе А. Ахматовой, О. Берггольц, Д. Гранина, С. Маршака, В. Шкловского), картину жизни писателей в Коктебеле и Комарово)
- Am Abend ging ich fort. А вечером я уходил, 1984 (двуязычный сборник стихов)
- У неба на виду, Tenafly, Эрмитаж, 1985,
- Ich werde weinen über meinen Unglauben. Заплачу о неверии своем, (рус. и нем.) 1987
- Licht im Fenster. Свет в окне (рус. и нем.), 1990.
- Спасенная книга. СПб., Б-ка «Звезды», 1993

## Память
- В 1993 году, в библиотеке журнала «Звезда», вышла том воспоминаний Л. С. Друскина «Спасенная книга», в которую были включены стихи из книги «Последняя тетрадь».
- К 100-летию Льва Друскина в 2021 году вышла книга избранных стихотворений «У неба на виду» (редактор Я. А. Гордин; предисловие А. Городницкий)[3].